# زل ایم فیشتل گبیرگه
زل ایم فیشتل گبیرگه (به آلمانی: Zell im Fichtelgebirge) یک شهر در آلمان است که در بایرن واقع شده‌است.

## خصوصیات
زل ایم فیشتل گبیرگه ۳۱٫۲۴ کیلومترمربع مساحت دارد ۶۱۵ متر بالاتر از سطح دریا واقع شده‌است.